# Notoplax speciosa
Notoplax speciosa är en blötdjursart som först beskrevs av Henry Adams 1861.  Notoplax speciosa ingår i släktet Notoplax och familjen Acanthochitonidae. Inga underarter finns listade i Catalogue of Life.